# 생산수단의 사회화
생산수단의 사회화(독일어: Vergesellschaftung Der Produktion, 영어: Socialization of production, 한자: 生産手段-社會化)는 생산물은 자본가 개인이 만들어낸 산물이 아니라 사회 활동(노동자들의 노동)이 만들어낸 사회적 성격이 띤 공동의 산물이기 때문에 생산수단 또한 사회화 시켜야 한다는 경제 용어이다. '사회화', '지역 사회화'라는 용어를 최초로 쓴 학자는 페르디난드 퇴니이스이며, '생산의 사회화'라는 단어를 처음으로 사용한 학자는 막스 베버이다. 칼 마르크스는 생산물은 특정 개인이 아닌 노동자들의 공동 상품인데, 생산수단은 특정 개인이 쥐고 있는 자본주의의 구조적 모순점을 설명하기 위한 하나의 경제학 용어로써 최초 의도로의 '생산수단의 사회화'를 사용하였다. 마르크스주의에서 주요 내용으로 다루어졌다. 국유화와는 엄연히 다르다.

## 개요
생산수단의 사회화는 단어 그대로 생산수단 자체를 사회화시켜 공동으로 소유하자는 뜻이지만 그 동시에 수익, 경영의 권리 사회화도 포함된다. 그러나 공유재산제도를 실현하자는 내용과는 엄연히 다른 것이다.(이에 대한 부분은 후에 레닌주의에서 나타난다.) 사회주의자이자 경제학자인 데이비드 맥멀런은 생산수단의 사회화는 특정 개인이 생산수단을 한꺼번에 쥐고 경제 활동을 하는 것 보다 공동이 생산수단을 사회화함으로써 노동에 대한 신뢰, 부의 공평한 부를 효과적으로 실행할 수 있고 노동자들의 자주 경영이 가능하다는 점에서 경제적으로 효율성이 더높다고 주장했다. 같은 사회주의자이지만 시장 사회주의자인 존 로머 교수는 시장 사회주의를 실현하기 위해서는 생산수단의 사회화는 반드시 이루어져야 할 하나의 과제라고 주장했다.

### 마르크스주의
마르크스주의에서의 생산수단의 사회화는 산업체의 경영민주주의, 부의 공정한 분배를 실현하고 잉여 가치 차단을 위한 첫 단계이다. '생산수단'이란 부차 생산물을 최종생산물로 만들기 위한 하나의 '도구'가 될 수도 있고 부차 생산물 그 자체도 될 수도 있다. 자본주의 체제에서의 경제 구조는 생산물은 사회적인 활동으로 나오지만, 그에 따른 최종 수익이 특정 개인에게 돌아가는 모순된 구조이다. 그러기 위해 마르크스는 사회주의 체제가 되려면 자본주의 체제 내에서 계급 투쟁의 과정으로 특정 산업체에 속한 노동자들의 다수 결정에 의한 산업체 운영 방식을 고려해야 하며, 생산물이 사회적인 활동에서 나오기 때문에 그에 따른 부의 공정한 분배를 행함으로써 비로소 생산수단을 노동자들이 공동 소유하는 하는 방식이어야 한다고 주장한다. 이는 노동자 각 개체의 자율성을 보장해야 한다는 것을 전제로 한다.
현재 자본주의 체제에서의 생산수단의 사회화는 원론적인 의미로써의 생산수단의 사회화는 아니며 또한 원론적이여야할 필요도 없다. 그 이유는 자본주의 구조상 원론적 의미의 생산수단의 사회화는 불가능하기 때문이다. 그러나 산업민주화, 경영민주화, 노동여건 개선 등등이 생산수단 사회화 과정 또는 그 자체라고 볼 수도 있다.

## 같이 보기
- 협동
- 사회주의
- 자본주의
- 사회화
- 국유화